# 尼尔斯·埃勒斯
尼尔斯·埃勒斯（德語：Nils Ehlers，1994年2月4日—），生于柏林，德国男子沙滩排球运动员。他曾搭档克莱门斯·维克勒代表德国参加2024年夏季奥林匹克运动会沙滩排球比赛，获得一枚银牌。